# Prefettura autonoma tibetana di Garzê
La prefettura autonoma tibetana di Garzê (in cinese: 甘孜藏族自治州, pinyin: Gānzī Zàngzú Zìzhìzhōu; in tibetano: དཀར་མཛེས་བོད་རིགས་རང་སྐྱོང་ཁུལ་་, Wylie: dkar-mdzes bod-rigs rang-skyong-khul) è una prefettura autonoma della provincia del Sichuan, in Cina.

## Popolazione
Secondo il censimento del 2000, Garzê aveva una popolazione di 897.239 (densità di popolazione: 5.94 persone / km²).
| Nazionalità | popolazione | proporzione |
| ----------- | ----------- | ----------- |
| Tibetani    | 703.168     | 78.37%      |
| Han Cinese  | 163.648     | 18.24%      |
| Yi          | 22.946      | 2.56%       |
| Qiang       | 2.860       | 0.32%       |
| Hui         | 2.190       | 0.24%       |
| Naxi        | 760         | 0.08%       |
| Mongolians  | 477         | 0.05%       |
| Bai         | 292         | 0.03%       |
| altri       | 898         | 0.11%       |

## Suddivisioni amministrative
| Mappa | #                 | Nome   | Hanzi           | Hanyu Pinyin         | Wylie   | Popolazione 2010 Census | Area (km²) | Density (/km²) |
| ----- | ----------------- | ------ | --------------- | -------------------- | ------- | ----------------------- | ---------- | -------------- |
|       |                   |        |                 |                      |         |                         |            |                |
| 1     | Città di Kangding | 康定市 | Kāngdìng Shì    | dar mdo grong khyer  | 130.142 | 11.486                  | 11.33      |                |
| 2     | Luding            | 泸定县 | Lúdìng Xiàn     | lcags zam rdzong     | 83.386  | 2.165                   | 38.51      |                |
| 3     | Danba             | 丹巴县 | Dānbā Xiàn      | rong brag rdzong     | 59.696  | 4.656                   | 12.82      |                |
| 4     | Jiulong           | 九龙县 | Jiǔlóng Xiàn    | brgyad zur rdzong    | 62.133  | 6.766                   | 9.18       |                |
| 5     | Yajiang           | 雅江县 | Yǎjiāng Xiàn    | nyag chu rdzong      | 50.225  | 7.558                   | 6.64       |                |
| 6     | Dawu              | 道孚县 | Dàofú Xiàn      | rta 'u rdzong        | 55.396  | 7.053                   | 7.85       |                |
| 7     | Luhuo             | 炉霍县 | Lúhuò Xiàn      | brag 'go rdzong      | 46,558  | 4,601                   | 10.11      |                |
| 8     | Garzê             | 甘孜县 | Gānzī Xiàn      | dkar mdzes rdzong    | 68,523  | 7,303                   | 9.38       |                |
| 9     | Xinlong           | 新龙县 | Xīnlóng Xiàn    | nyag rong rdzong     | 50,393  | 8,570                   | 5.88       |                |
| 10    | Dêgê              | 德格县 | Dégé Xiàn       | sde dge rdzong       | 81,503  | 11,025                  | 7.39       |                |
| 11    | Baiyü             | 白玉县 | Báiyù Xiàn      | dpal yul rdzong      | 56,290  | 10,386                  | 5.41       |                |
| 12    | Sêrxü             | 石渠县 | Shíqú Xiàn      | ser shul rdzong      | 80,834  | 24,944                  | 3.24       |                |
| 13    | Sêrtar            | 色达县 | Sèdá Xiàn       | gser thar rdzong     | 58,606  | 9,332                   | 6.28       |                |
| 14    | Litang            | 理塘县 | Lǐtáng Xiàn     | li thang rdzong      | 69,046  | 13,677                  | 5.04       |                |
| 15    | Batang            | 巴塘县 | Bātáng Xiàn     | 'ba' thang rdzong    | 48,649  | 7,852                   | 6.19       |                |
| 16    | Xiangcheng        | 乡城县 | Xiāngchéng Xiàn | phyag 'phreng rdzong | 33,170  | 5,016                   | 6.61       |                |
| 17    | Daocheng          | 稻城县 | Dàochéng Xiàn   | 'dab pa rdzong       | 31,113  | 7,323                   | 4.24       |                |
| 18    | Dêrong            | 得荣县 | Déróng Xiàn     | sde rong rdzong      | 26.209  | 2,916                   | 8.98       |                |

## Religione
La religione storicamente praticata  in predominanza nella Prefettura di Garzê è il Buddhismo tibetano. Frequenti sono state le proteste inscenate da monaci in favore dell'autonomia delle zone tibetane (Kham, Amdo e Tibet vero e proprio), e dei relativi diritti umani. Tra i gompa della zona si annoverano:
- Il Monastero Dzogchen
- Il Monastero Dzongsar
- Il Monastero Kandze
- Il Monastero Kharnang
- Il Monastero Nanwu
- Il Monastero Palpung
- Il Monastero Sershul
- Il Monastero Tongkor
- Il Monastero Larung Gar (Istituto Buddhista)
- Il Monastero Yarchen Gar (Istituto Buddhista)